# Anchs
Anchs (en catalán: Ancs) es un pequeño pueblo situado en el sector NO del municipio de Bajo Pallars, en la comarca catalana del Pallars Sobirá. Se encuentra a 1457 m, en una posición elevada sobre el barranco de Ancs, en la ladera meridional del Tossal de Sant Quiri (1833 m). Hasta 1969 perteneció al antiguo municipio de Montcortés de Pallars.
A él se llega por un desvío de la N-260 situado a 1 km al N de Gerri de la Sal, a la altura del Comte. Dicha pista, tras pasar por Balestui  y Sellui siguiendo el curso del valle, empieza un fuerte ascenso por la ladera para pasar junto a Ancs. Esta pista también comunica el pueblo con La Torre de Cabdella, municipio de la vecina comarca del Pallars Jussá, tras pasar por el collado de San Quiri, donde hay un desvío que lleva a la ermita de Sant Quiri, situada en la cumbre de la montaña.

## Santa Cecilia de Anchs
Santa Cecilia, la iglesia parroquial del pueblo, se encuentra en la misma población, en la parte baja. Es un templo grande, con una nave y dos pasillos laterales, con ábside cuadrado, que no destaca del conjunto de la nave, y un campanario alto y estrecho en el ángulo SE del edificio.
Al lado de la carretera, junto al cementerio, se encuentran los restos de la antigua iglesia románica, también bajo la advocación de Santa Cecilia. Ya se encuentra documentada en el siglo X como posesión del monasterio de Gerri. Por los restos conservados, se puede identificar como una iglesia de una sola nave con ábside y planta rectangular de 12 x 6'8 m. Se conservan las paredes laterales de la nave, parte de las cuales son aprovechadas como muros del cementerio.
Procedente de esta iglesia, se conserva en el Museo Diocesano de Urgel una talla de madera policromada en buen estado que representa a la Virgen con el Niño Jesús sentado sobre la rodilla izquierda. Su datación puede suponerse de finales del siglo XIII.

## Anchs en el Madoz
El pueblo de Anchs aparece citado en el Diccionario geográfico-estadístico-histórico de España y sus posesiones de Ultramar, obra de Pascual Madoz. Por su gran interés documental e histórico, se transcribe a continuación dicho artículo sin abreviaturas y respetando la grafía original. 

ANCHS: lugar con ayuntamiento en la provincia de Lérida (24 horas), partido judicial de 
Sort (3), administración de rentas de Talarn (7), audiencia territorial y capitania general de Cataluña (Barcelona 45), diócesis de Seo de Urgel (12). SITUADO al pie setentrional [sic]  de una montaña, libre á la influencia de todos los vientos: Su CLIMA es saludable. Tiene 15 CASAS y una iglesia parroquial servida por un cura párroco y un capellan. El curato es perpetuo y lo provee Su Majestad ó el diocesano, según los meses en que vaca, mediante oposicion en concurso general. Confina el TÉRMINO por norte y oeste, con el de Povella, y por este y sur con el de Mentuy, estendiéndose un cuarto de hora de este a oeste y media de norte a sur. El TERRENO es muy escabroso, y de mediana 
calidad; escasea de aguas para el riego, y por lo mismo no pueden fructificar en él ciertas simientes;  abraza 140 jornales, de los que hay 10 en cultivo y de segunda calidad, y 30 de tercera; los restantes 
son incultos con arbustos y matorrales, entre los cuales se cria alguna yerba: PRODUCTOS centeno, legumbres, hortalizas y patatas; cria ganado lanar en corto número, y el vacuno necesario para las labores: POBLACION 4 vecinos; 35 almas; CAPITAL IMPONIBLE 8339 reales.